# Гусак Леонід Іванович
Гу́сак Леонід Іванович (*6 жовтня 1947 — †27 серпня 1996) — український художник, філософ, народжений і упокоєний на Старому хуторі (місто Полтава).

## Творчість
Працював Леонід Гусак у царині живопису, графіки.
На більшості робіт Леоніда Гусака є дерева – живі, поснулі чи мертві, точніше – змертвілі на порозі породженого ними буття. На пізніх картинах художника вони – в осінньо-зимово-весняному сні. Деякі твори названо відповідно до цього: «Дитинства сон», «Сон», «Замальовки снів». У центрі першої з них – картина в картині: 7+5+7 та 12+14 голих дерев над високими урвищами. На другій – марення з кучерявих й отесано-напівзотлілих дерев, серед яких розіп’ято місяць і шматок неба.
Щодо «Замальовок снів», то в них втілено дитячі спогади і сподівання – обрізані, узяті в ярмо техногеном… Нема вороття до Батьківської хати, немає. Хіба що «Хуторянці» насниться, та й то – чи не в міському борделі?..
Пасма й рот – без носа й очей, як на первісних статуетках жінок. Картина «Хуторянка» нагадує «Сон»: розлилася земля, а дерев’яна гребля перегородила ставок, серед живих дерев на протилежному боці якого відчувається чисте джерело. Чи не той же ставок на картині «Соляриси»? Ні, три інші – неначе очі і рот.
Подібне олюднення пейзажів зі знаками обжитку неньки-землі притаманне багатьом картинам художника. Наприклад, триптих «Вітряки»: два вітряки обабіч, і над кожним із них нависає згубна химера волаючих «Солярисів»; центральна частина посилює і водночас розряджає цей жах. Бо пагорби з вітрячками нагадують терновий вінець Спасителя людства… І знову біблійний мотив «Вітряків» змінюється в також олюдненому «Передчутті» сподіваннями лише на людину, а не на чужого їй Бога. Підкреслено це путівцем, який спочатку йде від глядача в «соляриси» – як невдале зачаття, а потім повертається між вітряків на горі й провисає до глядача містком через людські негаразди. Чому негаразди? Бо лоноподібний путівець внизу минає ставки на островах, пірнає під води… Навіщо? Одна надія на небесні оті вітряки: «перемелеться – мука буде».
А інакше – навіщо запліднював Усесвіт незаймано-білу матінку Землю? Щоб розродилася руїною Вавилонської вежі? Вона начебто й вибудовувалася християнською церквою в селянсько-українському світі, але ж з убитих дерев («Вавилонська вежа»). А чуже, як і біблійний той Бог, марксистсько-ленінське вчення (триптих «Апофеоз соціалізму») довершило будівництво й поруйнувало оту Вежу, залишивши від села мертве дерево, пусті горщики, черепи та обіцяне транспарантами сонце («Тріумфальна арка»).
На що ж плекати надію? На природне відродження землі та села («Воля»), яке проросте з колгоспної руїни немов опеньки-гриби (триптих «Колгосп», картина «Початок»). І розквітнуть дерева («Подорож у дитинство») – як колись олівці у дитинстві, описані в щоденнику й відображені Леонідом Гусаком в його предвечір’ї («Жовтневе сяйво», «Вечірня тиша», «Місячна ніч»).
Леонід Гусак не лише талановитий майстер, але й великий український художник, митець світового масштабу, який надзвичайно глибоко відобразив одвічну тему Землі-і-Волі.
У його творчості прослідковуються діалоги з такими визначними велетами світової культури як Пітер Брейгель, Андрій Тарковський, з «Капіталом» Карла Маркса та Біблією. Але це лише формальні прояви міжнародного масштабу творчості Леоніда Гусака. А от спонтанні прояви Трійці, календарного циклу – то вже знаки архетипів («колективного підсвідомого», за К.Г. Юнгом), які становлять основу й стрижень загальнолюдської культури.
Серед його творів:
Живопис
1975
- «Старі свідки», картон, олія, 49х99
- «Самотність», картон, олія, 29,5х25
- «Околиці», картон, олія, 31х27
- «Осіннє тепло», картон, олія, 24,5х21
- «Натхнення», картон, олія, 29х20
- «Скирди», картон, олія, 42х29
- «Ранок», картон, олія, 36х24
- «Човни», картон, олія, 36х28

1976
- «Листопад», картон, олія, 24х20,5
- «Сутінки», картон, олія, 20х15
- «Верби», картон, олія, 42х30
- «Похмурий день», картон, олія, 38х25

1977
- «Край поля», картон, олія, 24х19
- «Затока», картон, олія, 41,5х30
- «Марево», картон, олія, 30х19,5
- «Осінній гай», картон, олія, 35х19
- «Верболоз», картон, олія, 29х19
- «Ріка снів», картон, олія, 41,5х29
- «Жовтневе сяйво», картон, олія, 30х23,5
- «Осінній мотив», картон, олія, 29х19,5
- «Пагорби», картон, олія, 38х25
- «Дороги»,картон, олія, 41х29

1978
- «Старий хутір», картон, олія 34х22,5
- «Лісові далі», картон, олія, 29х20,5
- «Місток», картон, олія, 65х45
- «Побачення», полотно, олія, 60х43
- «Хвилювання», полотно, олія, 100х27
- «Коні на косі», полотно, олія, 50х39
- «Давній свідок», полотно, олія 70х50

1979
- «Коріння», картон, олія, 29х20
- «Парасоцький ліс»,картон, олія 28х15

1980
- «Вечірня тиша», полотно, олія, 72х50
- «Початок», картон, олія 41,5х29
- «Полудень», картон, олія, 36х28

1990
- «Сутінки», триптих, полотно, олія,

Права частина 65х65
Центральна частина 75х60
Ліва частина 65х65
1991
- «Апофеоз соціалізму», триптих, полотно, олія,

Права частина 44х34
Центральна частина 43х34
Ліва частина 44х34
1992
- «Колгосп», триптих, полотно, олія

Права частина 61,5х43,5
Центральна частина 61,5х51,5
Ліва частина 61,5х43,5
- «Хата», картон, олія 57х42,5

1993
- «Мартець», картон, олія, 25х22

Графіка
1972
- «Автопортрет», папір, олівець, 40х28

1973
- «Озера», папір, олівець, 34х29

1974
- «Портрет дружини», папір, гуаш, 47х32
- «Натюрморт з апельсином», папір, акварель, 24х21,5
- «Хмари», папір, гуаш, 30х29,5

1975
- «Дахи», папір, туш, 29х25
- «Стариця», папір, туш, 29х25
- «Повнолуння», папір, тех. зміш., 43х36
- «Рожеве марево», папір, гуаш, 37х20
- «Вечоріє», папір, тех. зміш., 42х20,5
- «Над ставом», папір, тех. зміш., 30х22
- «Місточок», папір, тех. зміш., 37х30
- «Коні на косі», папір, туш, 37х25
- «Піони», папір, тех.зміш., 30х29
- «Верби », папір, тех. зміш., 36х28
- «Кроки»,папір, тех.зміш., 68х32
- «Портрет сина», папір, тех.зміш., 40х40
- «Акації», папір, тех. зміш., 45х42

1977
- «Перевтілення», папір, туш, 59х44
- «Тотеми І», папір, туш, 31,5х21,5
- «Тотеми ІІ», папір, туш, 31,5х21,5

1978
- «Автопортрет», папір, тех. зміш., 51х29
- «Пейзаж», папір, тех., зміш, 37,5х30
- «Стара башта», папір, тех., зміш, 35х22
- «Пророцтво», триптих, папір, тех. зміш.

Права частина 39х27
Центральна частина 28х27,5
Ліва частина 39х27,5
- «Алька», папір, тех. зміш, 53х39

1982
- «Пагорби», папір, тех. зміш., 30х37

1983
- «Вітряки»,триптих, папір, тех., зміш.

Права частина 34,5х21
Центральна частина 36х28
Ліва частина 34,5х21
- «Місячна ніч», папір, тех., зміш, 60х40
- «Тривога», папір, тех., зміш., 51х36
- «Білий кінь», папір, тех., зміш., 43х43
- «Ярок», папір, тех., зміш,46х32

1984
- «Осінній букет», триптих, папір, тех., зміш.

Права частина 42х17
Центральна частина 37х34
Ліва частина 42х17
- «Жнива», папір, тех.зміш., 61х43

1985
- «Вічність», триптих,  папір, тех., зміш.

Права частина 45х34, 5
Центральна частина 34х34,5
Ліва частина 45х34,5
- «Натюрморт з цвяхами», папір, тех., зміш., 84х50

1986
- «Містечко»,папір, олівець, 40х32,
- «Неповторність», папір, тех. зміш., 35,5х47

1987
- «Мандрівка напривесні до батьківського дому», триптих, папір, тех., зміш.

Права частина 37х19
Центральна частина 36х31
Ліва частина 37х19
1989
- «Зона», папір, тех. зміш., 44х43
- «Капище», папір, тех. зміш., 50х39
- «Експансія IV», папір, туш, 39х36,5
- «Експансія II», папір, туш, 39х35

1990
- «Україна - 33», триптих, папір, тех., зміш.

Права частина 39х33
Центральна частина 53х31
Ліва частина 39х33
- «Пришельці І», папір, тех., зміш., 49,5х37
- «Пришельці ІІ», папір, тех., зміш., 49,5х37

1991
- «Передчуття», папір, тех., зміш., 53х40
- «Воля», папір, тех., зміш., 35,5х24,5

1992
- «Вавилонска вежа», папір, туш, 35х44
- «Соляриси», папір, тех., зміш., 53,5х42

1993
- «Стежина», папір, тех., зміш.,59,5х38
- «Наново», папір, тех., зміш., 47х37
- «Далека подорож», папір, тех., зміш., 50х50
- «Тріумфальна арка», папір, тех., зміш., 61х39
- «Коріння», папір, тех., зміш., 72х36

1994
- «Експансія І», папір, туш, 63х48
- «Експансія ІІІ», папір, туш, 62х47
- «Тотеми», папір, туш, 62х47

1995
- «Натюрморт з цвяхами», папір, туш, 60х46
- «Спомин», папір, туш, 58х48
- «Сива давнина», папір, туш, 59х49
- «Дорога в минуле», папір, туш, 59х49
- «Дитинства сон», папір, туш. 61х48
- «Білизна», папір, туш, 63х49
- «Початок», папір, туш, 63,49

1996
- «Подорож в дитинство», папір, туш, 61х49
- «Капище», папір, туш, 61х49
- «Хуторянка», папір, туш, 61х49

Роботи, що знаходяться в приватних колекціях
- «Острови», папір,тех. зміш., 42х31
- «Очі земні», папір, тех., зміш., 29х23,5
- «Травневий вечір», полотно, олія, 56х40
- «Хутір», папір, тех., зміш., 55х48
- «Надвечір’я », полотно, олія, 75х73
- «Світанок над річкою», полотно, олія, 49,5х37,5
- «Жорнова», полотно, олія, 44х36
- «Околиці Диканьки», папір, тех., зміш., 28х18
- «Розп’яття», папір, туш, 44х32
- «Верби», папір, акварель, 38х28
- «Вулиця», папір, акварель, 28х18
- «Пейзаж», картон, олія, 38х28
- «Пам’яті художника», папір, тех., зміш., 50х39
- «Стежина», папір, тех., зміш., 50х40
- «Над ставом», папір, тех., зміш., 30х25
- «Розлив», папір, тех., зміш., 33х28
- «Весна», папір, тех., зміш., 33х28
- «Літо», папір, тех., зміш., 33х28
- «Осінь», папір, тех., зміш., 33х28
- «Передмістя», полотно, олія, 39х30
- «Стави», полотно, олія, 34х18
- «Місячна ніч», полотно, олія, 48х42
- «Зимовий пейзаж», папір, тех., зміш., 46х33
- «Капище», папір, туш, 63х49
- «Капличка», папір, туш, 63х49
- «Збуджений ліс», папір, тех., зміш., 53х35
- «Вечір», папір, тех., зміш., 50х39
- «Зима», папір, тех., зміш., 33х28
- «Дорога у вічність», папір, туш, 35х25
- «Весняний дощ», папір, туш, 60х40
- «Дзвіночки», картон, олія. 31х22
- «Самітнє дерево», картон, олія, 23х14
- «Погляд з ночі», картон, олія, 23х21
- «Миколаївська церква», папір, туш, 40х28
- «Сумна хата», полотно, олія, 57х42,8
- «Димар», папір, туш, 40х28
- «Човен», папір, туш, 35х25
- «Рання весна», полотно, олія, 60х45

Твір «Передчуття» був придбаний Мюнхенським краєзнавчим музеєм (Німеччина) в 1995 році з метою створення репродукції для випуску ювілейної поштової марки.
У творчому доробку Леоніда Гусака, крім представлених робіт у каталозі, є також афіші, плакати, мапи, ілюстрації до книг та власних снів, більше сотні етюдів, виконаних олією, аквареллю, олівцем, гуашшю, тушшю.

## Професійна діяльність
Леонід Гусак брав участь у створенні експозицій музеїв міста Полтави та області. Серед них:
- Полтавський краєзнавчий музей;
- Державний історико-культурний заповідник «Поле Полтавської битви»;
- Полтавський літературно-меморіальний музей І.П. Котляревського;
- Полтавський літературно-меморіальний музей Панаса Мирного;
- Миргородський краєзнавчий музей;
- Диканський державний історико-краєзнавчий музей;
- Кременчуцький державний історико-краєзнавчий музей;
- Чорнухинський державний історико-краєзнавчий музей;
- Заповідник-музей М.В.Гоголя;
- Музей-садиба А.Макаренка.

## Виставки
Роботи Леоніда Гусака експонувались:
за життя
- на міських та обласних художніх виставках міста Полтави (1976–1995);
- на 5-й Всесоюзній виставці плаката в Москві (1985);
- на республіканській виставці в Києві (1990);
- в «Музеї однієї вулиці» на Андріївському узвозі в Києві (1995);
- на міжнародній виставці «Україна-95» в Мюнхені (1995).

після смерті
- на виставках в Києві (1998, 1999, 2005);
- на виставках в Полтаві (1997, 2007, 2012);
- на виставці в Миргороді (1999);
- на виставці в Кременчуці (1998);
- на виставці в Лубнах (1999).

## Публікації
Репродукції робіт Леоніда Гусака друкувались у літературно-мистецькому журналі «Криниця», науково-публіцистичному художньо-літературному альманасі «Рідний край», в вітчизняних та закордонних ЗМІ та виданнях. Творчості художника присвячена стаття Юрія Шилова «Древо життя Леоніда Гусака», вміщена ним, зокрема, у книгах «Велесова книга» та актуальність прадавніх учень», «Чого ми варті. Збірка статей». Леонід Гусак виступив художником-оформлювачем декількох книг, зокрема, книги Павла Стороженка «Якщо у вас темпераментний чоловік...».
Зусиллями сім'ї та друзів Леоніда Гусака вийшли в світ видання, присвячені пам'яті художника: каталог робіт «Стежкою сподівань» (1997), книга «Ланцюжки слідів на курній дорозі» (2007).

## Документальні кінофільми та телепередачі
- Из дневников полтавского художника. Леонид Гусак. // Автор сценария и режиссер: Н. Даниленко. – Студия ЦТ «Останкино». Москва. 1991 г. [Архівовано 28 червня 2014 у Wayback Machine.]
- Передача «Світоч» випуск-34. Фільм про Леоніда Гусака // Студія «Укртелефільм». Київ. 1997 р. [Архівовано 28 червня 2014 у Wayback Machine.]
- Ранок на Лтаві. Леонід Гусак. // Матеріали ОДТРК «Лтава», присвячені вечору пам'яті до 65-річчя з дня народження Леоніда Гусака. Полтава. 2012 р. [Архівовано 28 червня 2014 у Wayback Machine.]
- Очима художника. Леонід Гусак. // Матеріали ОДТРК «Лтава», присвячені вечору пам'яті до 65-річчя з дня народження Леоніда Гусака. Полтава. 2012 р. [Архівовано 28 червня 2014 у Wayback Machine.]